# Кубок африканських націй 1962
Кубок африканських націй 1962 року — 3-я континентальна футбольна першість, організована Африканською конфедерацією футболу. Змагання проходили з 14 по 24 січня 1962 року в Ефіопії. У змаганнях взяли участь 9 країн, враховуючи діючого чемпіона, збірну Єгипту, тому вперше було зіграно кваліфікаціний турнір. До основної сітки змагань пробилися лише 4 збірні: Єгипет - як діючий переможець турніру, та господар змагань - збірна Ефіопії кваліфікувалися автоматично. До них додалося ще дві збірні, котрі подолали кваліфікацію. Тобто для виходу у фінал змагань кожній збірній треба було здобути лише одну перемогу. Збірна Ефіопії вперше стала чемпіоном Африки, подолавши у фінальному матчі збірну Єгипту з рахунком 4:2.
Цей розіграш має найбільшу середню кількість забитих м'ячів за гру - 4,5.

## Учасники
Місце у фінальному розіграші здобули такі команди:
| Збірна                        | Кількість участей у фінальних турнірах | Рік останньої участі | Найкраще досягнення     |
| ----------------------------- | -------------------------------------- | -------------------- | ----------------------- |
| Ефіопія                       | 3                                      | 1959                 | Фінал (1957)            |
| Об'єднана Арабська Республіка | 3                                      | 1959                 | Переможець (1957, 1959) |
| Туніс                         | 1                                      | дебют                | дебют                   |
| Уганда                        | 1                                      | дебют                | дебют                   |

## Стадіон
| Аддис-Абеба            | Аддис-Абеба |
| Стадіон Хайле Селассіє | Аддис-Абеба |
| Вміщує: 30,000         | Аддис-Абеба |
|                        | Аддис-Абеба |